# Palingenia anatolica
Palingenia anatolica is een haft uit de familie Palingeniidae. De wetenschappelijke naam van de soort is voor het eerst geldig gepubliceerd in 1977 door Jacob.
De soort komt voor in het Palearctisch gebied.